# Cuộc vây hãm Hamburg
Thành phố Hamburg là một trong những pháo đài mạnh nhất ở phía đông sông Rhine. Sau khi được quân Cossack và các đội quân Liên minh khác sau đó giải phóng khỏi ách thống trị của Napoleon, thành phố này lại một lần nữa bị Quân đoàn XIII của Pháp dưới quyền Thống chế Davout đánh chiếm vào ngày 28 tháng 5 năm 1813, trong giai đoạn cao trào của chiến dịch tại nước Đức thuộc chiến tranh Napoleon, hay còn gọi là cuộc chiến tranh của Liên minh thứ sáu chống lại ách cai trị và chiếm đóng của Pháp. Nhận được lệnh phải giữ cho được thành phố bằng mọi giá, Davout đã phát động một chiến dịch đặc biệt mạnh mẽ tấn công vào Đội quân phương Bắc có quân số ngang bằng ông ta, bao gồm các đạo quân Phổ và đồng minh, dưới sự chỉ huy của Bá tước von Wallmoden-Gimborn, và giành được chiến thắng trong một số trận giao tranh nhỏ. Không bên nào giành được ưu thế quyết định, cuộc chiến tạm ngưng và kết quả là hình thành một mặt trận khá ổn định giữa Lübeck và Lauenburg, kéo dài xuống phía nam dọc theo sông Elbe, đến tận sau khi cuộc ngừng bắn trong mùa hè 1813 kết thúc. Trong tháng 10 năm 1813, quân Pháp đã tiến về phía Dannenberg, dẫn đến cuộc giao tranh lớn duy nhất tại miền Bắc nước Đức, trận Göhrde. Quân Pháp bại trận và phải rút lui trở lại Hamburg.
Mặc dù quân số, tiếp tế lương thực và đạn dược liên tục suy giảm, lực lượng của Davout vẫn không có dấu hiệu sẽ từ bỏ Hamburg. Khi quân đội Pháp rút về phía tây sau thất bại trong trận Leipzig vào cuối năm đó, phe Liên minh đã triển khai một phần lớn quân đội Nga-Thụy Điển của Jean-Baptiste Bernadotte để trông chừng thành phố trong thời gian chiến dịch năm 1814 tại Pháp. Davout vẫn còn giữ được Hamburg tận đến khi Chiến tranh với Liên minh thứ sáu kết thúc vào tháng 4, và cuối cùng đầu hàng các lực lượng Nga dưới quyền tướng Bennigsen vào ngày 27 tháng 5 năm 1814, theo mệnh lệnh của Vua Louis XVIII được tướng Gérard chuyển đến.
Trong cuộc phòng thủ của Davout tại Hamburg, một loại đồng xu bạc đã được phát hành. Họ dùng lại thiết kế của đồng xu 32 schilling từ năm 1809, với ngày tháng không thay đổi, nhưng tên chủ sở đúc tiền ban đầu bị đổi từ HSK (Hans Schierven Knoph) sang CAIG (C. A. J. Ginquembre, giám đốc người Pháp của sở đúc tiền vào năm 1813). Những đồng xu này được ban hành vào năm 1813, và đã được liệt kê trong Danh mục Tiêu chuẩn Tiền xu Thế giới 1801-1900 (Standard Catalog of World Coins) của tập đoàn Krause Publications như loại tiền số KM242 của Hamburg.